# Honorariat des élus locaux
Les titres de maire honoraire, maire-adjoint honoraire, conseiller départemental honoraire et conseiller régional honoraire sont des titres honorifiques qui peuvent être conférés à ceux qui ont exercé ces mandats locaux pendant une durée suffisamment longue, mais ne les exercent plus.
Par extension, on trouve aussi des sénateurs-honoraires tels que Philippe Marini, maire de Compiègne et sénateur-honoraire de l'Oise.
Ces titres ne confèrent ni pouvoir, ni prérogative particulière, ni avantage financier.
L'honorariat est attribué par arrêté préfectoral. La demande d'attribution d'un titre honoraire est faite par l'intéressé lui-même ou par la collectivité territoriale où il a exercé son mandat. L'honorariat ne peut être refusé que si l'intéressé 
a fait l'objet d'une condamnation à une peine d'inéligibilité.
En juillet 2019, la presse a révélé qu'Éric Duval, ancien maire de Plouha, était le plus jeune maire honoraire de France, à l'âge de 36 ans.

## Durées minimales d'exercice du mandat
- Maire honoraire : 18 ans. L'ensemble des mandats exercés dans des fonctions municipales (adjoint, conseiller) est pris en compte.
- Maire-adjoint honoraire : 18 ans.
- Conseiller départemental honoraire : 18 ans.
- Conseiller régional honoraire : 15 ans.

## Législation
L'honorariat est régi par le Code général des collectivités territoriales :
- pour les maires, maires délégués et maires adjoints, l'article L. 2122-35[2],
- pour les conseillers départementaux, l'article L. 3123-30[3],
- pour les conseillers régionaux, l'article L. 4135-30[4].